# Benito Martinez
Benito Martinez (* 28. Juni 1971 in Albuquerque, New Mexico) ist ein US-amerikanischer Schauspieler.

## Leben und Wirken
Martinez ist guatemaltekischer Abstammung. Seine Schauspielausbildung machte er an der London Academy of Music and Dramatic Art. Seit Ende der 1980er Jahre wirkte Martinez in diversen Fernseh- und Filmproduktionen mit.
Der Durchbruch gelang ihm mit der Fernsehserie The Shield – Gesetz der Gewalt (2002–2008). Durch sie wurde er einem größeren Publikum bekannt. Benito Martinez spielt in dieser Polizeiserie David Aceveda, eine der Hauptfiguren. Aceveda ist in der Serie zunächst Police Captain und wird dann in den späteren Staffeln zum Stadtrat gewählt.

## Filmografie (Auswahl)
- 1988: The Bronx Zoo (Fernsehserie, Folge 2x07)
- 1993: Organiac (Sunset Grill)
- 1993: Raumschiff Enterprise: Das nächste Jahrhundert (Star Trek: The Next Generation, Fernsehserie, Folge 7x01)
- 1995: Outbreak – Lautlose Killer (Outbreak)
- 1995: Meine Familie (My Family)
- 1996: Der teuflische Liebhaber (Her Costly Affair, Fernsehfilm)
- 1996: Chicago Hope – Endstation Hoffnung (Chicago Hope, Fernsehserie, Folge 3x08)
- 1998: Akte X – Die unheimlichen Fälle des FBI (The X-Files, Fernsehserie, Folge 6x01)
- 2001: New York Cops – NYPD Blue (NYPD Blue, Fernsehserie, Folge 8x08)
- 2001: Ein Hauch von Himmel (Touched by an Angel, Fernsehserie, Folge 8x03)
- 2002: New Suit
- 2002: Firefly – Der Aufbruch der Serenity (Firefly, Fernsehserie, Folge 1x03)
- 2002–2008: The Shield – Gesetz der Gewalt (The Shield, Fernsehserie)
- 2004: Saw
- 2004: Million Dollar Baby
- 2005: killer7 (Computerspiel, Stimme)
- 2005: Age of Empires III (Computerspiel, Stimme)
- 2006: Monk (Fernsehserie, Folge 4x16)
- 2006: End Game
- 2006: Numbers – Die Logik des Verbrechens (NUMB3RS, Fernsehserie, Folge 3x03)
- 2007: Standoff (Fernsehserie, Folge 1x17)
- 2008: Shark (Fernsehserie)
- 2009: Not Forgotten – Du sollst nicht vergessen (Not Forgotten)
- 2009: The Unit – Eine Frage der Ehre (The Unit, Fernsehserie, 3 Folgen)
- 2009: Saving Grace (Fernsehserie, 6 Folgen)
- 2009: The Forgotten – Die Wahrheit stirbt nie (The Forgotten, Fernsehserie, Folge 1x01)
- 2009–2010: Saving Grace (Fernsehserie, 8 Folgen)
- 2010: 24 (Fernsehserie, 2 Folgen)
- 2010: Lie to Me (Fernsehserie, Folge 2x19)
- 2010: Unthinkable – Der Preis der Wahrheit (Unthinkable)
- 2010: Burn Notice (Fernsehserie, Folge 4x05)
- 2010: Alraune – Die Wurzel des Grauens (Mandrake, Fernsehfilm)
- 2011: Torchwood (Fernsehserie, Folge 4x10)
- 2011: Sons of Anarchy (Fernsehserie, 10 Folgen)
- 2011–2012: Supernatural (Fernsehserie, 4 Folgen)
- 2012: Navy CIS: L.A. (Navy CIS: Los Angeles, Fernsehserie, Folge 4x11)
- 2012: Call of Duty: Black Ops II (Videospiel)
- 2013: Castle (Fernsehserie, Folge 5x18)
- 2013: Dallas (Fernsehserie, Folge 2x15)
- 2014: CSI: Vegas (Fernsehserie, Folge 14x14)
- 2014–2015: House of Cards (Fernsehserie, 7 Folgen)
- 2014: The Mentalist (Fernsehserie, Folge 6x13)
- 2015–2017: American Crime (Fernsehserie, 16 Folgen)
- 2015: Battlefield Hardline (Computerspiel)
- 2015: Criminal Minds (Fernsehserie, Folge 11x04)
- 2016–2018: How to Get Away with Murder (Fernsehserie, 18 Folgen)
- 2016–2019: The Blacklist (8 Episoden)
- 2017: Barry Seal: Only in America (American Made)
- 2019: Hawaii Five-0 (Fernsehserie, Folge 10x07)
- 2019: Tom Clancy’s Jack Ryan (Fernsehserie, 2 Folgen)
- 2019: Queen & Slim
- 2019–2020: Tote Mädchen lügen nicht (13 Reasons Why, Fernsehserie, 17 Folgen)
- 2021–2023: 9-1-1: Lone Star (Fernsehserie, 10 Folgen)
- 2021: On My Block (Fernsehserie, 2 Folgen)
- 2022: S.W.A.T. (Fernsehserie, 1 Folge)
- 2022: Big Sky (Fernsehserie, 2 Folgen)
- 2023: The Rookie: Feds (Fernsehserie, 1 Folge)
- 2024: CSI: Vegas (Fernsehserie, 2 Folge)
- 2024: Carry-On
- 2024: Station 19 (Fernsehserie, 1 Folgen)

## Videospiele
- 2013 Metal Gear Rising: Revengeance als Endgegner Khamsin (Stimme)
- 2015 Battlefield Hardline als Polizeichef Julian Dawes (Aussehen und Stimme)

## Auszeichnungen
ALMA Awards 2006
- Nominiert in der Kategorie Outstanding Supporting Actor – Television Series, Mini-Series or Television Movie für The Shield – Gesetz der Gewalt

ALMA Awards 2007
- Gewinner des ALMA Awards in der Kategorie Outstanding Supporting Actor – Television Series, Mini-Series or Television Movie für seine Rolle in The Shield – Gesetz der Gewalt

ALMA Awards 2008
- Nominiert in der Kategorie Outstanding Supporting Actor in a Drama Television Series für The Shield – Gesetz der Gewalt